# МКС-27
МКС-27 — двадцять сьомий довготривалий екіпаж Міжнародної космічної станції, спочатку складався з трьох чоловік, в квітні 2011 відбулось його поповнення до шести. Робота екіпажу почалася 16 березня 2011 року о 4:27 UTC після відстиковки корабля «Союз ТМА-01М» від станції, закінчення експедиції відбулося 23 травня 2011 о 21:35 UTC після відстиковки «Союзу ТМА-20».

## Екіпаж[3][4]
| Посада        | з березня 2011 року        | з 7 квітня по 24 травня 2011  |
| ------------- | -------------------------- | ----------------------------- |
| Командир      | Дмитро Кондратьєв (1), РКА | Дмитро Кондратьєв (1), РКА    |
| Бортінженер 1 | Катерина Коулман (3), НАСА | Катерина Коулман (3), НАСА    |
| Бортінженер 2 | Паоло Несполі (2), (ЄКА)   | Паоло Несполі (2), (ЄКА)      |
| Бортінженер 3 |                            | Андрій Борисенко (1), РКА     |
| Бортінженер 4 |                            | Олександр Самокутяєв (1), РКА |
| Бортінженер 5 |                            | Рон Гаран (2), НАСА           |

## Значимі події на станції під час польоту МКС-27
Після двомісячного перебування у складі станції 28 березня 2011 року космічна вантажівка HTV «Коноторі» була за допомогою маніпулятора Канадарм2 відстикований від надірного стикувального вузла модуля «Гармонія».
6 квітня 2011 року до станції пристикувався корабель «Союз ТМА-21» що доставив ще трьох членів екіпажа: Андрія Борисенка, Олександра Самокутяєва і Рона Гарана.
Екіпаж провів обслуговування операцій по завантаженню і розстиковці корабля «Прогресс М-09М» від модуля «Пірс» 22 квітня, а через тиждень зустрів нову вантажівку «Прогресс М-10М» і здійснив його часткове розвантаження.
Космічний човник «Індевор» здійснюючи передостанній політ за програмою Спейс Шатл, пристикувався до станції 18 травня 2011 доставивши на борт магнітний альфа-спектрометр AMS −02 і транспортно-складські палети ELC-3. Після їх встановлення було завершено будівництво американського сегмента МКС. Човник залишався пристикованим до станції, коли екіпаж МКС-27 передав управління станцією екіпажу МКС-28. 23 травня члени МКС-27 покинули станцію на космічному кораблі «Союз ТМА-20»; відразу після відстиковки з «Союзу» вперше була проведена фотозйомка МКС з пристикованим до неї шатлом.

## Галерея

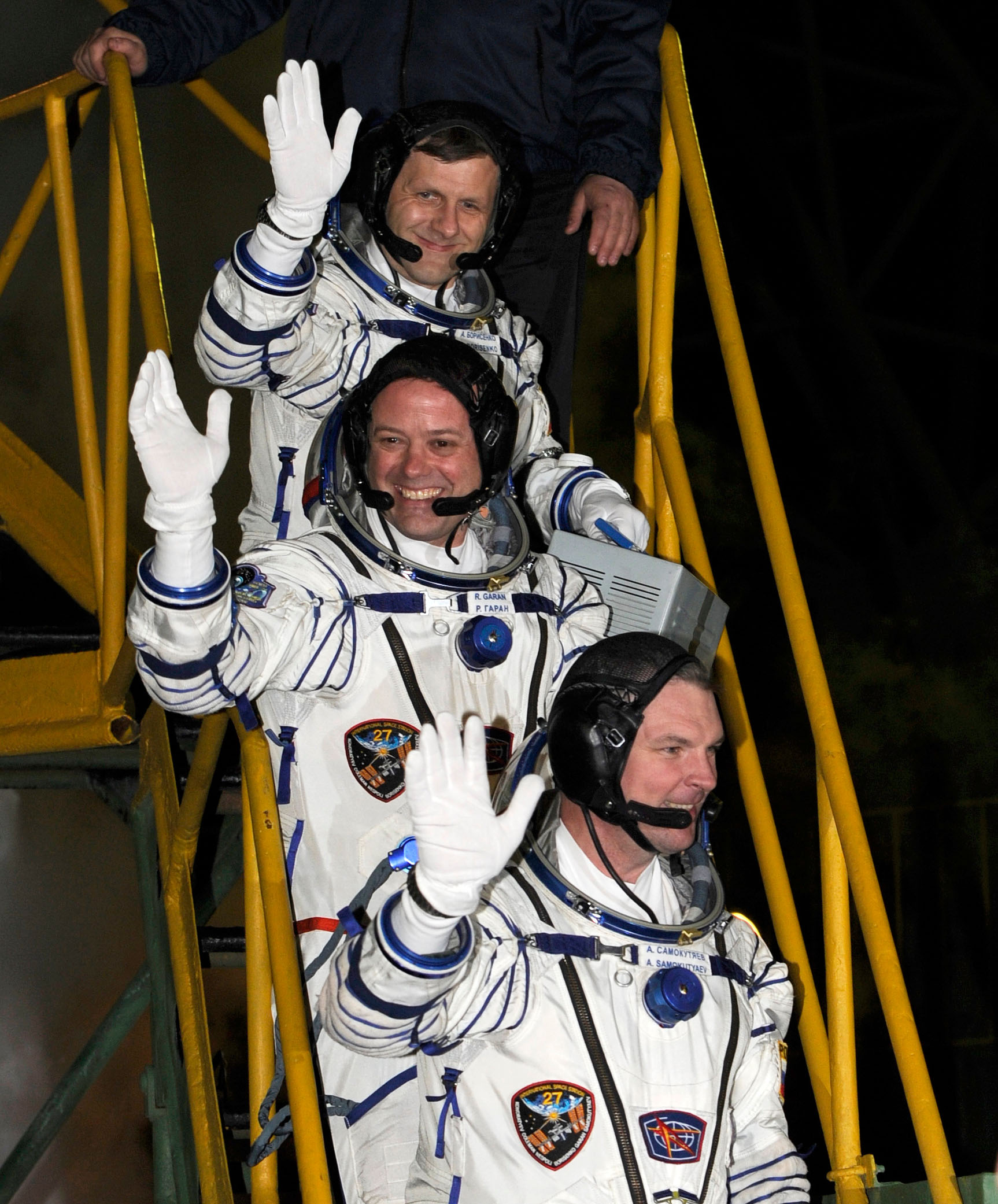
Борисенко, Гаран и Самокутяєв перед стартом
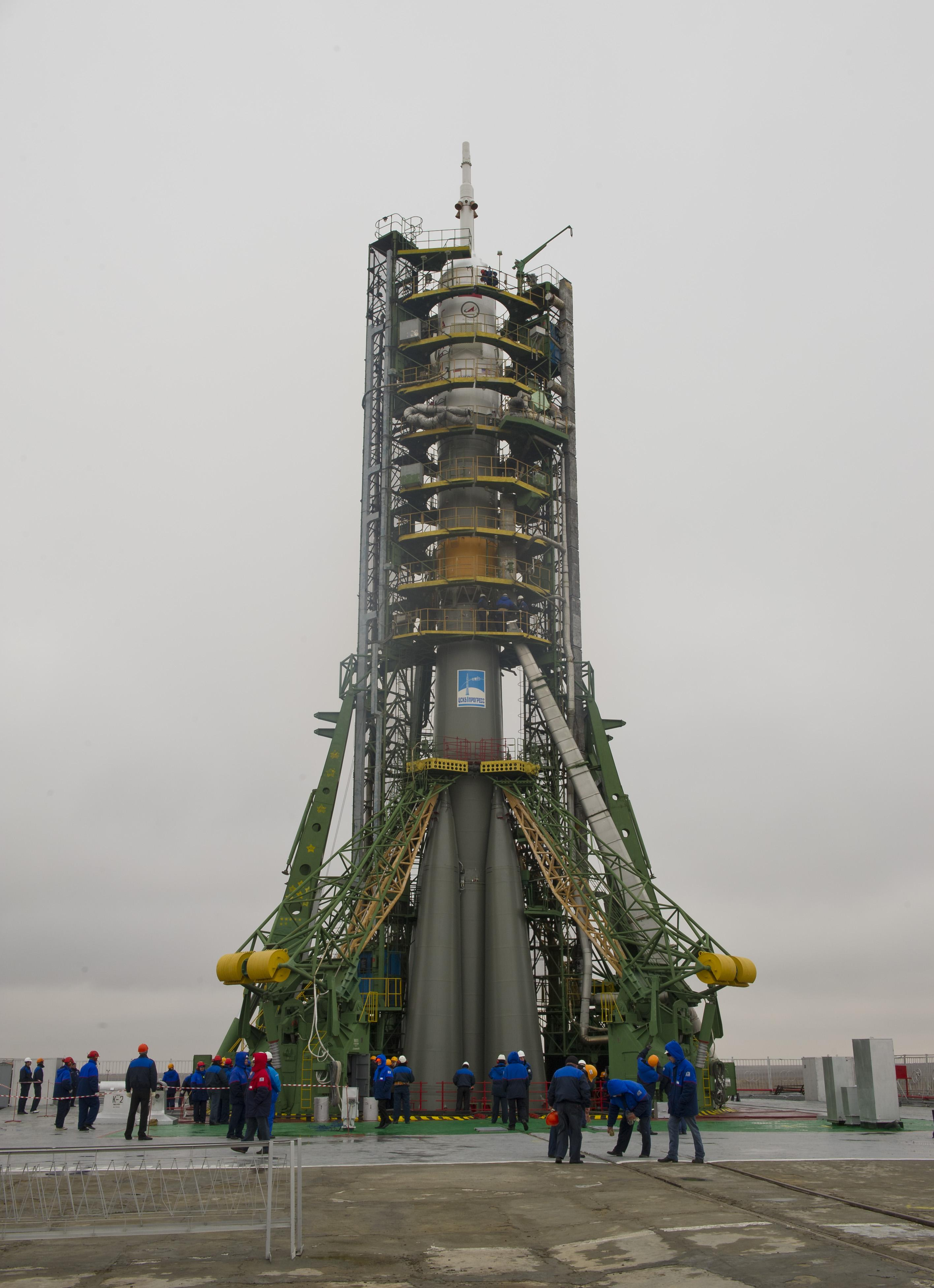
«Союз ТМА-21» на стартовому майданчику
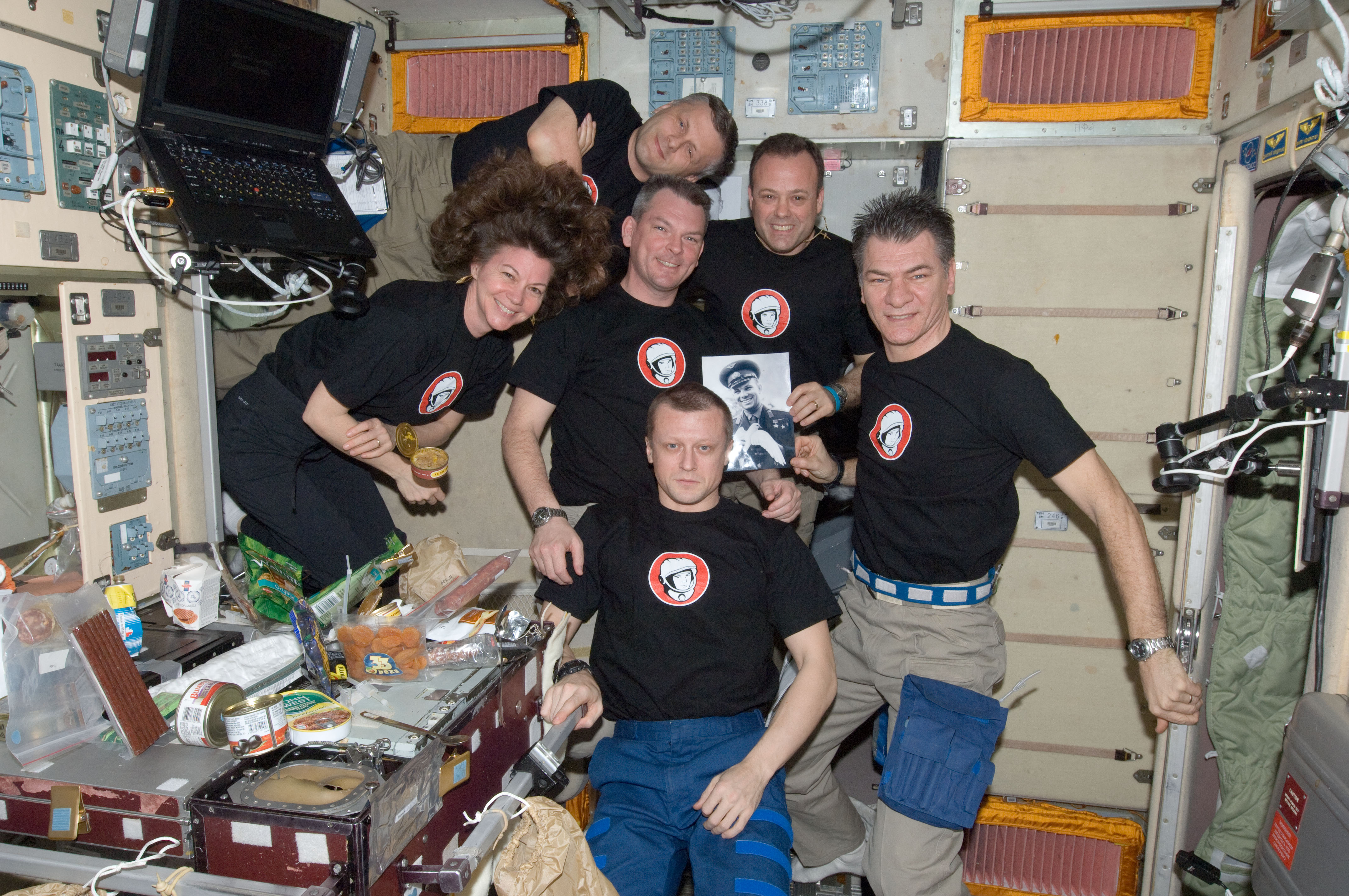
Груповой знімок екіпажу МКС-27 у модулі «Звезда» з портретом Юрія Гагаріна на честь 50-річчя першого польоту людини в космос.
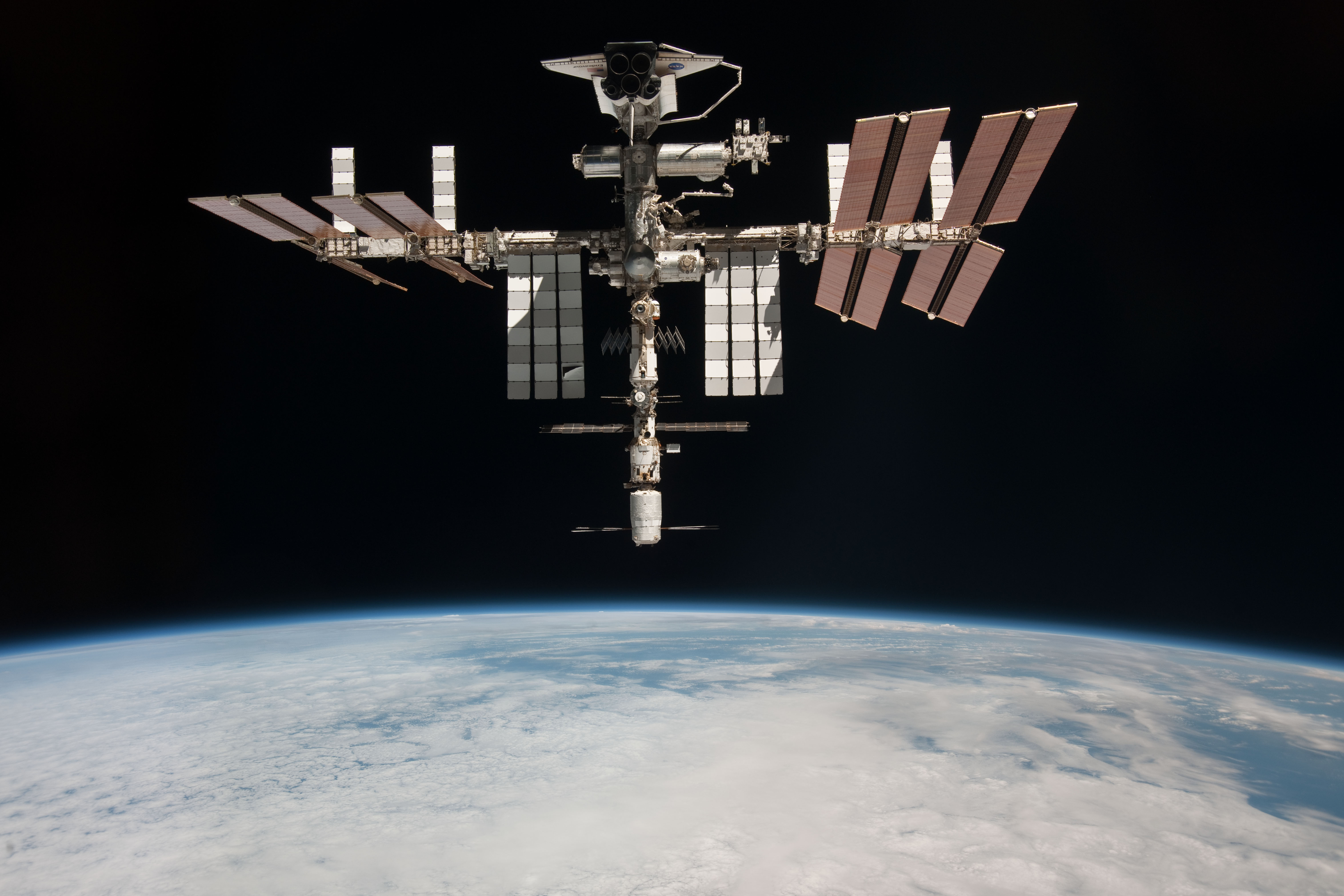
Знімок МКС і шатла «Індевор» зроблений екіпажем «Союзу ТМА-20»